# Rothschild di Francia

Stemma della famiglia Rothschild

La famiglia di banchieri Rothschild di Francia è una dinastia bancaria francese fondata nel 1812 a Parigi da James Mayer de Rothschild (1792–1868). James fu mandato lì dalla sua casa a Francoforte in Germania, da suo padre, Mayer Amschel Rothschild (1744–1812). Desideroso che i suoi figli maschi gli succedessero e ampliassero gli affari di famiglia in tutta Europa, Mayer Amschel Rothschild fece rimanere il maggiore dei suoi figli maschi a Francoforte, mentre gli altri quattro figli furono mandati in diverse città europee a fondare un istituto finanziario per investire nel business e fornire servizi bancari. L'endogamia all'interno della famiglia fu una componente essenziale della strategia dei Rothschild in modo da assicurare che il controllo della loro ricchezza rimanesse nelle mani della famiglia.

## Membri della famiglia
Fra i membri di rilievo della famiglia Rothschild in Francia si possono comprendere:
- Alphonse James de Rothschild (1827–1905)
- Aline Caroline de Rothschild (1865–1909)
- Ariane de Rothschild (1965)
- Arthur de Rothschild (1851–1903)
- Béatrice Ephrussi de Rothschild (1864–1934)
- Benjamin de Rothschild (1963)
- Charlotte de Rothschild (1825–1899)
- Bethsabée de Rothschild (1914–1999)
- David René de Rothschild (1942)
- Edmond Adolphe de Rothschild (1926–1997)
- Edmond James de Rothschild (1845–1934)
- Édouard Etienne de Rothschild (1957)
- Édouard Alphonse James de Rothschild (1868–1949)
- Élie de Rothschild (1917–2007)
- Elie Jr. de Rothschild (1965)
- Élisabeth de Rothschild (1902–1945)
- Guy de Rothschild (1909–2007)
- Hélène de Rothschild (1863-1947)
- Jacqueline Rebecca de Rothschild (1911–2012)
- James Armand de Rothschild (1878–1957)
- James Mayer de Rothschild (1792–1868)
- Marie-Hélène de Rothschild (1927–1996)
- Nadine de Rothschild (1932)
- Nathaniel Robert de Rothschild (1946)
- Pauline de Rothschild (1908–1976)
- Philippe de Rothschild (1902–1988)
- Philippine de Rothschild (1933–2014)
- Salomon James de Rothschild (1835–1864)

## Proprietà
Tutti i rami della famiglia di banchieri Rothschild sono famosi per le loro collezioni d'arte e una serie di sontuose proprietà. Tra le proprietà Rothschild in Francia c'erano:
- Abbaye des Vaux de Cernay - Cernay-la-Ville, Yvelines
- Château Clarke - Listrac-Médoc, Gironde
- Château de Ferrières - Ferrières-en-Brie, Seine et Marne
- Château des Fontaines - Chantilly, Oise[1]
- Château Lafite - Pauillac, Gironde
- Château de Laversine - Saint-Maximin, Oise
- Château des Laurets - Puisseguin, Gironde
- Château Malmaison - Moulis-en-Médoc, Gironde
- Château de Montvillargenne - Gouvieux, Oise
- Château Mouton Rothschild - Pauillac, Gironde
- Château de la Muette - Parigi, ora sede della Organizzazione per la cooperazione e lo sviluppo economico
- Château d'Armainvilliers, Seine-et-Marne
- Château Rothschild, Boulogne-Billancourt - Boulogne-Billancourt, Hauts-de-Seine
- Haras de Meautry - Touques, Calvados
- Hôtel Lambert - Parigi
- Hôtel de Marigny - 23 avenue de Marigny, Parigi. Oggi, una delle residenze presidenziali utilizzate per i visitatori di stato.
- Hôtel de Pontalba - 41 Rue du Faubourg-Saint-Honoré, Parigi. Oggi, residenza degli ambasciatori degli Stati Uniti in Francia
- Hôtel Salomon de Rothschild - Parigi
- Talleyrand Building - Parigi. Oggi, ambasciata americana in Francia[2]
- Château de Vallière - Mortefontaine, Oise
- Villa Ephrussi de Rothschild - Saint-Jean-Cap-Ferrat sulla Costa Azzurra
- Villa Rothschild - Cannes sulla Costa Azzurra

## Approfondimenti
- Ferguson, Niall. The House of Rothschild (2 vol, 1998), detailed economic and financial history
- Cassis, Youssef. "Financial Elites in Three European Centres: London, Paris, Berlin, 1880s–1930s." Business History 33.3 (1991): 53-71.
- Cameron, Rondo E. "French Finance and Italian Unity: The Cavourian Decade." The American Historical Review (1957): 552-569. in JSTOR
- Lottman, Herbert R. · The French Rothschilds: The Great Banking Dynasty Through Two Turbulent Centuries (New York: Crown Publishers, 1995)
- Heuberger, George. The Rothschilds: Essays on the History of a European Family (Rochester, NY: Boydell and Brewer, Inc., 1994).
- Plessis, Alain. "The history of banks in France." Handbook on the History of European Banks (1994) pp: 185-296.
- Herbert R. Lottman, Return of the Rothschilds: The Great Banking Dynasty Through Two Turbulent Centuries, London, I.B.Tauris, 1995, ISBN 1-85043-914-1.
- The Rothschilds; a Family Portrait by Frederic Morton. Atheneum Publishing (1962) ISBN 1-56836-220-X (1998 reprint)
- The Rothschilds, a Family of Fortune by Virginia Cowles. Alfred A. Knopf (1973) ISBN 0-394-48773-7
- Baron James: The Rise of the French Rothschilds by Anka Muhlstein. Rizzoli International Publications (1983) ISBN 0-86565-028-4
- Mouton Rothschild: Paintings for the Labels 1945-1981 by Philippine de Rothschild. Little, Brown and Company (1983) ISBN 0-8212-1555-8
- The Whims of Fortune: The Memoirs of Guy de Rothschild by Guy de Rothschild Random House (1985) ISBN 0-394-54054-9
- A History of the Jews by Paul M. Johnson (1987) HarperCollins Publishers ISBN 5-551-76858-9
- Rothschild: The Wealth and Power of a Dynasty by Derek Wilson. Scribner, London (1988) ISBN 0-684-19018-4
- Writings by University of Florida professor of history Harry W. Paul
- Edmond de Rothschild, The Man who redeemed the Holy Land (Edmond de Rothschild. L'homme qui racheta la Terre sainte) by Elizabeth Antébi (2003) Editions du Rocher ISBN 2-268-04442-4
- The Rothschild Gardens by Miriam Louisa Rothschild (1996) Harry N. Abrams, Inc. ISBN 0-8109-3790-5
- Le Sang des Rothschild by Joseph Valynseele and Henri-Claude Mars is a 576-page genealogical study beginning with Mayer Amschel Rothschild down through both male and female lines. (2004) L’Intermédiaire des Chercheurs et Curieux, Paris
- The Life and Legacy of Baroness Betty de Rothschild by Laura Schor (2006) Peter Lang Publishing ISBN 0-8204-7885-7